# Liste der Biografien/Muller, E
Liste der Biografien |
Portal Biografien |
E Personensuche
# |
A |
B |
C |
D |
E |
F |
G |
H |
I |
J |
K |
L |
M |
N |
O |
P |
Q |
R |
S |
T |
U |
V |
W |
X |
Y |
Z |
?
 
Ma |
Mb |
Mc |
Md |
Me |
Mf |
Mg |
Mh |
Mi |
Mj |
Mk |
Ml |
Mm |
Mn |
Mo |
Mp |
Mq |
Mr |
Ms |
Mt |
Mu |
Mv |
Mw |
Mx |
My |
Mz
 
Mua |
Mub |
Muc |
Mud |
Mue |
Muf |
Mug |
Muh |
Mui |
Muj |
Muk |
Mul |
Mum |
Mun |
Muo |
Mup |
Muq |
Mur |
Mus |
Mut |
Muu |
Muv |
Muw |
Mux |
Muy |
Muz
 
Mula |
Mulb |
Mulc |
Muld |
Mule |
Mulf |
Mulg |
Mulh |
Muli |
Mulj |
Mulk |
Mull |
Mulm |
Muln |
Mulo |
Mulr |
Muls |
Mult |
Mulu |
Mulv |
Mulw |
Muly |
Mulz
 
Mulla |
Mulle |
Mullg |
Mullh |
Mulli |
Mulln |
Mullo |
Mullr |
Mully
 
Mulled |
Mullej |
Mullem |
Mullen |
Muller |
Mulles |
Mulley
 
Muller, A |
Muller, B |
Muller, C |
Muller, D |
Muller, E |
Muller, F |
Muller, G |
Muller, H |
Muller, I |
Muller, J |
Muller, K |
Muller, L |
Muller, M |
Muller, N |
Muller, O |
Muller, P |
Muller, Q |
Muller, R |
Muller, S |
Muller, T |
Muller, U |
Muller, V |
Muller, W |
Muller, X |
Muller, Y |
Muller, Z |
Mullera |
Mullerb |
Mullerh |
Mullerl |
Mullerp |
Mullers |
Mullerw |
Mullery
Die Liste der Biografien führt alle Personen auf, die in der deutschsprachigen Wikipedia einen Artikel haben. Dieses ist eine Teilliste mit 140 Einträgen von Personen, deren Namen mit den Buchstaben „Muller, E“ beginnt.

## Muller, E

### Muller, Eb
- Müller, Eberhard († 1861), deutscher Verwaltungsjurist
- Müller, Eberhard (1906–1989), deutscher evangelischer Theologe und Gründungsdirektor der Evangelischen Akademie Bad Boll

### Muller, Ec
- Müller, Eckhard (* 1950), deutscher Fußballspieler
- Müller, Eckhart (* 1946), deutscher Rechtswissenschaftler

### Muller, Ed
- Müller, Edda (* 1942), deutsche Politikwissenschaftlerin und politische Beamtin
- Müller, Edina (* 1983), deutsche Rollstuhlbasketballspielerin und ParakanutinEdina Müller (* 1983)

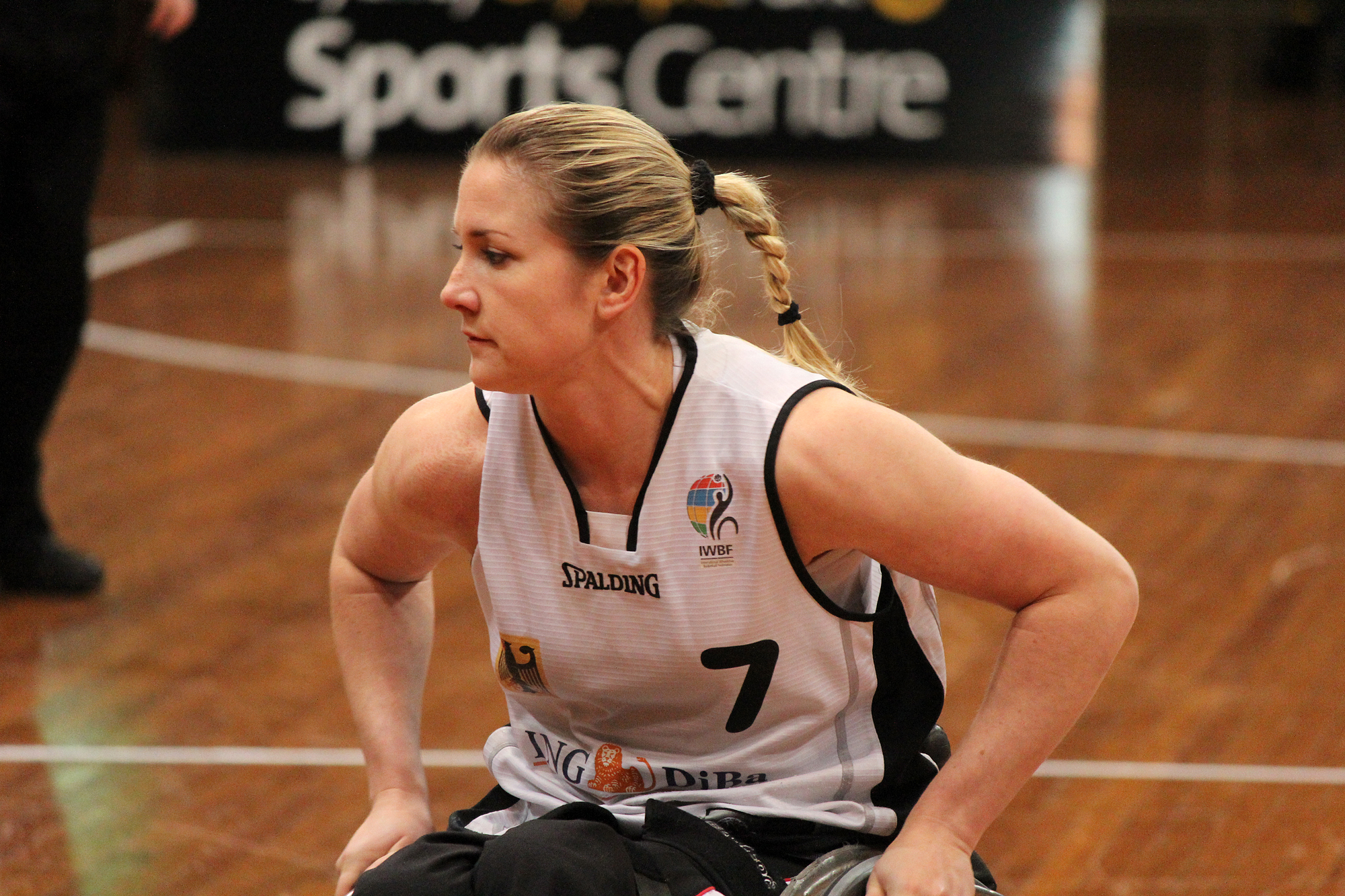
Edina Müller (* 1983)

- Müller, Edith (* 1949), deutsche Politikerin (Bündnis 90/Die Grünen), MdL, MdEP
- Müller, Edith Alice (1918–1995), Schweizer Astronomin
- Müller, Edmund (1926–2007), Schweizer Offizier
- Müller, Edmund Joseph (1874–1944), deutscher Musikpädagoge
- Müller, Edmund von (1821–1906), preußischer Generalleutnant
- Muller, Édouard (1919–1997), französischer Radrennfahrer
- Müller, Eduard (1804–1875), deutscher Philologe
- Müller, Eduard (1818–1895), deutscher katholischer Theologe und Politiker (Zentrum), MdR
- Müller, Eduard (1828–1895), deutscher Bildhauer
- Müller, Eduard (1841–1926), deutscher Rechtsanwalt und Politiker (Zentrum)
- Müller, Eduard (1848–1919), Schweizer Politiker
- Müller, Eduard (1854–1908), deutscher Reichsgerichtsrat
- Müller, Eduard (* 1855), deutscher Fabrikant, Kommerzienrat und Politiker (NLP), MdR
- Müller, Eduard (1876–1928), deutscher Internist und Hochschullehrer
- Müller, Eduard (1911–1943), deutscher katholischer Priester und einer der vier Lübecker Märtyrer sowie Seliger
- Müller, Eduard (1912–1969), Schweizer Skilangläufer
- Müller, Eduard (1912–1983), Schweizer Organist und Cembalist
- Müller, Eduard (* 1962), österreichischer Beamter, Autor und Politiker
- Müller, Eduard Josef (1851–1922), deutscher Landschaftsmaler der Düsseldorfer Schule
- Müller, Eduard von (1799–1885), preußischer Generalleutnant
- Müller, Eduard von (1841–1932), preußischer Generalleutnant und Inspekteur der Jäger und Schützeneutscher Offizier
- Müller, Edwin (1898–1962), österreichischer Philatelist

### Muller, Eg
- Müller, Egon (1911–1989), österreichischer Veterinär, Leiter der Bundesanstalt für künstliche Besamung und Hochschullehrer
- Müller, Egon (1938–2022), deutscher Strafverteidiger und Rechtswissenschaftler
- Müller, Egon (* 1948), deutscher Speedway-FahrerEgon Müller (* 1948)

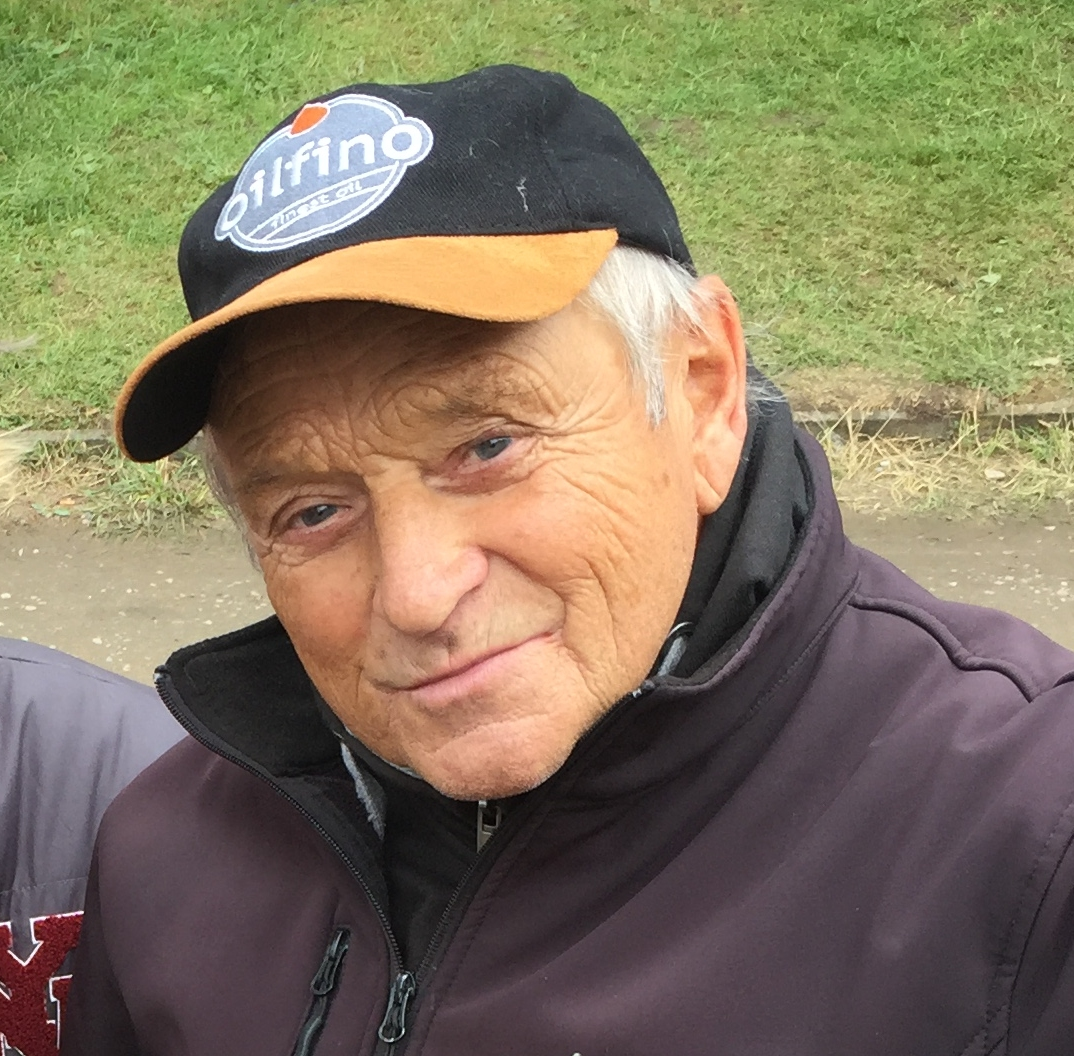
Egon Müller (* 1948)

- Müller, Egon (* 1952), deutscher Ingenieur und Hochschullehrer

### Muller, El
- Müller, Elfriede (* 1956), deutsche Schriftstellerin, Schauspielerin und Übersetzerin
- Müller, Elisa (* 1990), deutsche Fußballspielerin
- Müller, Elisabeth (1827–1898), deutsche Schriftstellerin
- Müller, Elisabeth (1875–1945), deutsche, im Nationalsozialismus verfolgte Lehrerin
- Müller, Elisabeth (1885–1977), Schweizer Jugendschriftstellerin
- Müller, Elisabeth (1895–1944), deutsche Kinderärztin, Leiter des Jüdischen Krankenhauses in Hannover und Opfer des Holocaust
- Müller, Elisabeth (1926–2006), Schweizer FilmschauspielerinElisabeth Müller (1926–2006)

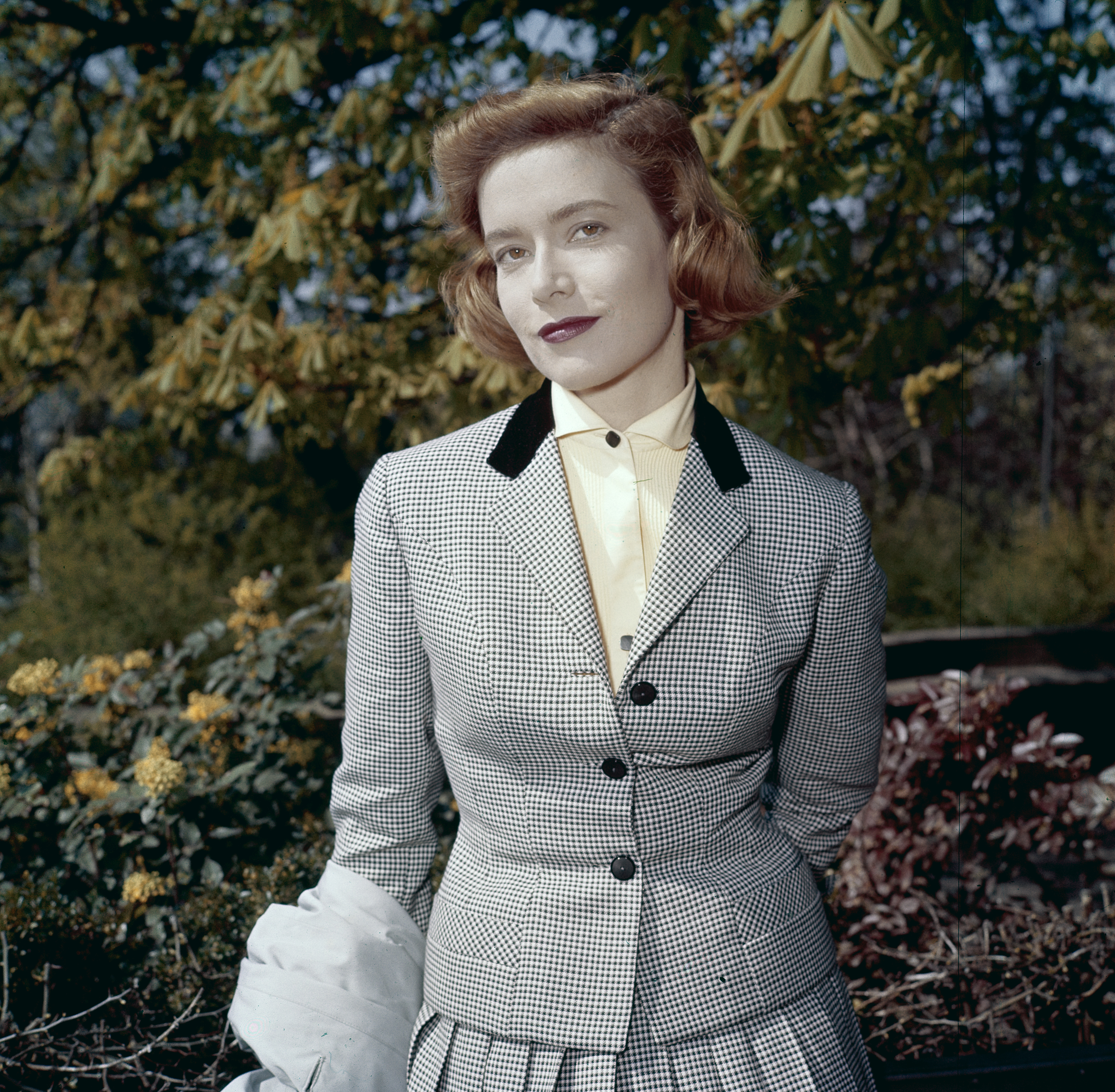
Elisabeth Müller (1926–2006)

- Müller, Elisabeth (* 1977), deutsche Schauspielerin und Hörspielsprecherin
- Müller, Elise (1782–1849), deutsche Pianistin, Klavierlehrerin und Komponistin
- Müller, Elizabeth (1926–2010), brasilianische Hochspringerin, Weitspringerin, Sprinterin und Kugelstoßerin
- Müller, Elke (1940–2014), deutsche Politikerin (SPD), MdL
- Müller, Ella (* 1912), deutsche Politikerin (SPD), MdBB
- Müller, Elmar (* 1942), deutscher Politiker (CDU), MdB
- Müller, Elmar (* 1948), deutscher Fußballtrainer

### Muller, Em
- Müller, Emil (1807–1857), deutscher Kaufmann und Unternehmer
- Müller, Emil (1844–1910), deutscher Chemiker und Sprengstoffindustrieller
- Müller, Emil (1861–1927), österreichischer Mathematiker
- Müller, Emil (* 1863), deutscher Porträt- und Figurenmaler
- Müller, Emil (1863–1940), deutscher Lehrer und Mundartautor
- Müller, Emil (1864–1918), deutscher evangelischer Geistlicher, Historiker Heimatforscher, Autor
- Müller, Emil (1868–1940), deutscher evangelisch-lutherischer Geistlicher, Theologe und Missionar
- Müller, Emil (1890–1967), deutscher Landwirt und Politiker (SPD), MdL
- Muller, Emil (1891–1958), US-amerikanischer Diskuswerfer
- Müller, Emil (1893–1963), deutscher Politiker (SPD), MdL
- Müller, Emil (1893–1974), Schweizer Politiker (SP) und Architekt
- Müller, Emil (1897–1958), deutscher Grafiker und Politiker (SPD), MdL
- Müller, Emil (1900–1992), deutscher Verwaltungsjurist
- Müller, Emil (1920–2008), Schweizer Mykologe und Hochschullehrer
- Müller, Emil (* 1949), deutscher Ringer
- Müller, Emil Heinrich Otto (1826–1914), deutscher Altphilologe und Lehrer
- Müller, Emil R. (1879–1950), deutscher Steindrucker, Schriftsteller und Redakteur
- Muller, Émile (1915–1988), französischer Politiker
- Müller, Emilia (* 1951), deutsche Politikerin (CSU), MdEP, MdLEmilia Müller (* 1951)

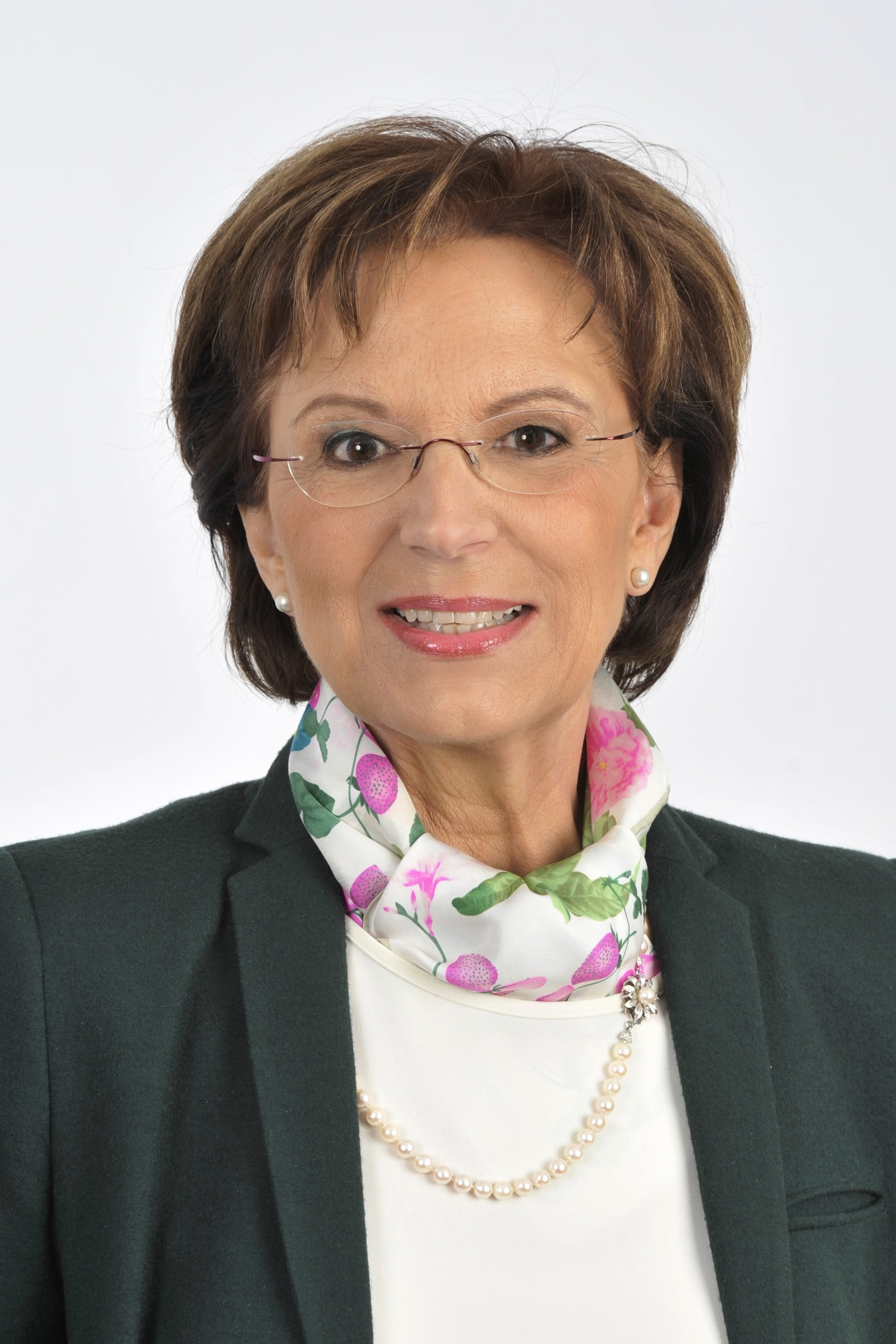
Emilia Müller (* 1951)

- Müller, Emilie (1831–1854), deutsche Theaterschauspielerin
- Müller, Emilio (1892–1932), Schweizer Maler
- Müller, Emma von (1859–1925), österreichisch-bayerische Genre- und Portraitmalerin
- Müller, Emmerich (* 1956), deutscher Bankier

### Muller, Er
- Müller, Erhard (1906–1969), deutscher Politiker (NSDAP), MdR und SS-Führer
- Müller, Erhard (1926–2017), deutscher Politiker (SED)
- Müller, Erhard O. (1955–2008), deutscher Sozialwissenschaftler, Journalist und Publizist
- Muller, Eric (1914–1996), Schweizer Unternehmer der Raumfahrtindustrie
- Müller, Erich († 1940), deutscher Fußballspieler
- Müller, Erich (1870–1948), deutscher Chemiker
- Müller, Erich (1892–1963), deutscher Ingenieur und Leiter der Abteilung Artillerieentwicklung bei der Friedrich Krupp AG
- Müller, Erich (1895–1967), deutscher Konteradmiral der Kriegsmarine
- Müller, Erich (1899–1992), deutscher Zahnarzt
- Müller, Erich (* 1902), deutscher Jurist, Ministerialbeamter, SS-Standartenführer und Kriegsverbrecher
- Müller, Erich (* 1902), deutscher politischer Aktivist
- Müller, Erich (1907–1992), deutscher Formgestalter
- Müller, Erich (1909–1976), deutscher Bildhauer und Künstler
- Müller, Erich (1917–2003), italienischer Politiker (Südtirol)
- Müller, Erich (1921–1996), deutscher Industriemanager, Generaldirektor der Leunawerke
- Müller, Erich (1933–2006), deutscher Sachbuchautor (Taubenzucht)
- Müller, Erich (1938–2019), Schweizer Industriemanager und Politiker (FDP)
- Müller, Erich (* 1953), österreichischer Sportwissenschaftler und Hochschullehrer
- Müller, Erich Albert (1898–1977), deutscher Physiologe
- Müller, Erich von (1877–1945), deutscher Marineoffizier und Diplomat
- Müller, Ernest (1906–1962), österreichischer Filmkaufmann und Filmproduzent
- Müller, Ernest Maria (1822–1888), österreichischer Geistlicher und römisch-katholischer Bischof von Linz
- Müller, Ernestine (1780–1844), deutsche Verlegerin
- Müller, Erno (1917–2005), dänischer Schauspieler
- Müller, Ernst (1764–1826), deutscher Schriftsteller und Privatgelehrter
- Müller, Ernst (1823–1875), deutscher Maler, Bildhauer und Kunstschriftsteller
- Müller, Ernst (* 1833), Landtagsabgeordneter Waldeck
- Müller, Ernst (1849–1927), Schweizer evangelischer Geistlicher und Bühnenautor
- Müller, Ernst (1856–1928), deutscher Orthopäde
- Müller, Ernst (1856–1929), deutscher Maschinenbauingenieur und Hochschullehrer
- Müller, Ernst (1874–1950), deutscher Gewerkschafter und Politiker (SPD), MdL
- Müller, Ernst (1880–1954), österreichischer Zionist und Anthroposoph
- Müller, Ernst (1891–1990), Schweizer Forstwirt und Staatsbeamter
- Müller, Ernst (1893–1976), deutscher SS-Führer
- Müller, Ernst (1894–1972), deutscher Archivar und Politiker
- Müller, Ernst (1901–1958), deutscher Fußballspieler
- Müller, Ernst (1902–2001), Schweizer Maler, Zeichner und Lithograph
- Müller, Ernst (1915–1966), deutscher Gewerkschafter (FDGB), MdV
- Müller, Ernst (1923–1992), deutscher Historiker und Archivar
- Müller, Ernst (1926–1993), deutscher Lehrer und Kunstsammler
- Müller, Ernst (* 1939), deutscher Dirigent
- Müller, Ernst (* 1951), italienischer Maler (Südtirol)Ernst Müller (* 1951)
- Müller, Ernst (* 1954), deutscher Boxer

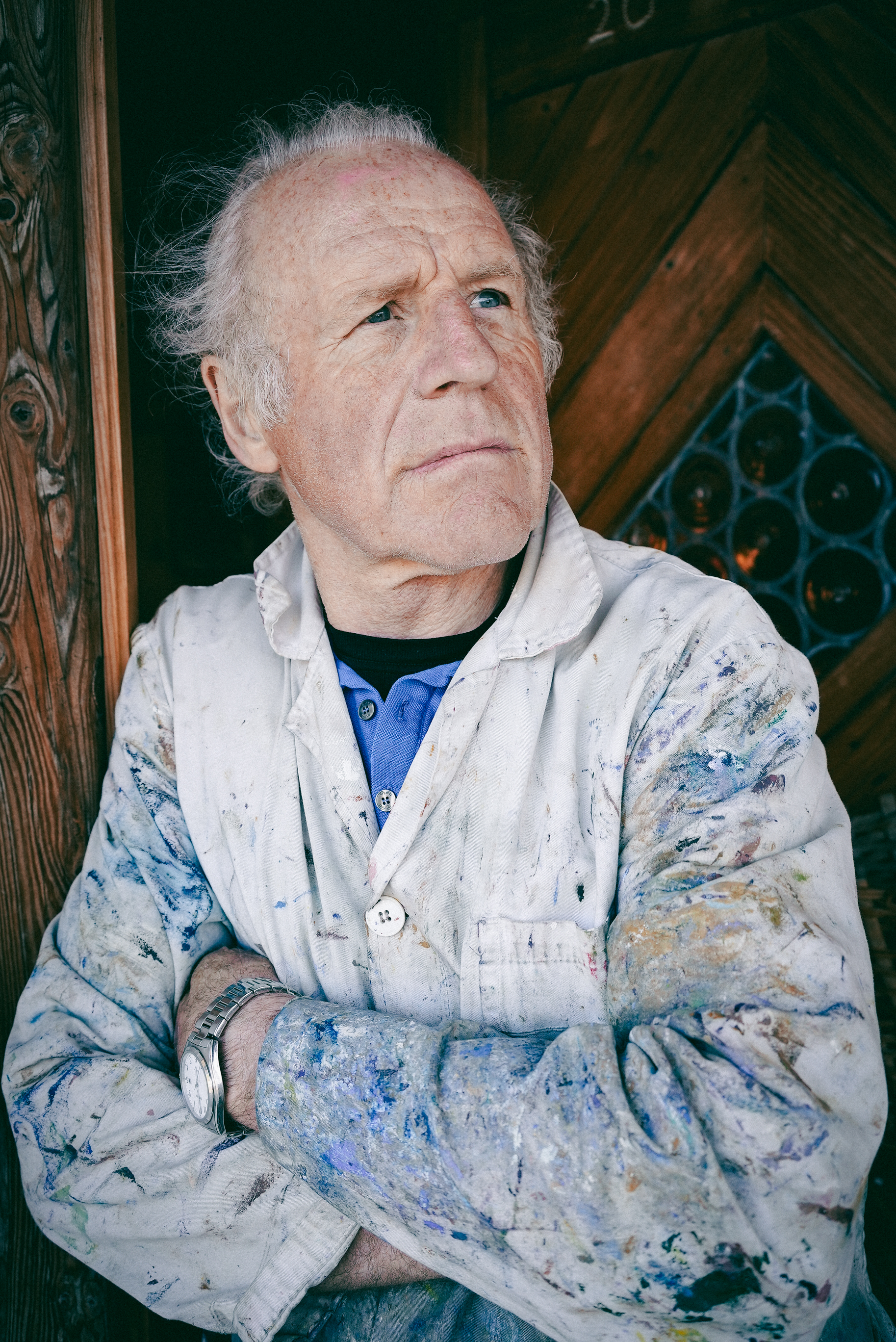
Ernst Müller (* 1951)

- Müller, Ernst (* 1957), deutscher Philosoph
- Müller, Ernst Erhard (1921–2010), Schweizer Sprachwissenschafter
- Müller, Ernst Erich (1912–1972), österreichischer Maler
- Müller, Ernst Ferdinand (1889–1957), deutscher Statistiker
- Müller, Ernst Friedrich (1891–1971), deutscher Internist
- Müller, Ernst Friedrich Karl (1863–1935), deutscher evangelisch-reformierter Pfarrer und Theologe
- Müller, Ernst Wilhelm (1925–2013), deutscher Ethnologe
- Müller, Ernst-August (1925–2001), deutscher Physiker
- Müller, Ernst-Günther (1922–2004), deutscher Flottillenadmiral der Deutschen Marine
- Müller, Erwin, deutscher Fußballspieler
- Müller, Erwin (1879–1950), österreichischer Sportjournalist und Fußballfunktionär
- Müller, Erwin (1893–1978), deutscher Künstler
- Müller, Erwin (1899–1982), deutscher Politiker (FDP), MdL
- Müller, Erwin (1906–1968), saarländischer Politiker (Zentrum, CVP, SVP), MdL, MdEP, NOK-Vorsitzender
- Müller, Erwin (1931–2014), deutscher Politiker (SPD), MdA
- Müller, Erwin Franz (* 1932), deutscher Gründer der Drogeriemarktkette Müller (Drogeriemarkt)
- Müller, Erwin Wilhelm (1911–1977), deutsch-amerikanischer Physiker

### Muller, Eu
- Müller, Eugen (1858–1927), württembergischer Oberamtmann
- Müller, Eugen (1891–1951), deutscher General in der Wehrmacht
- Müller, Eugen (1905–1976), deutscher Chemiker
- Müller, Eugen (1934–2013), österreichischer Zisterzienser, Prior von Stift Lilienfeld und Bibliothekar
- Müller, Eugène (1861–1948), deutsch-französischer Theologe und Politiker

### Muller, Ev
- Müller, Eva (1928–2011), deutsche Ökonomin
- Müller, Eva (* 1933), deutsche Sinologin und Hochschullehrerin
- Müller, Eva (* 1979), deutsche Journalistin und BuchautorinEva Müller (* 1979)

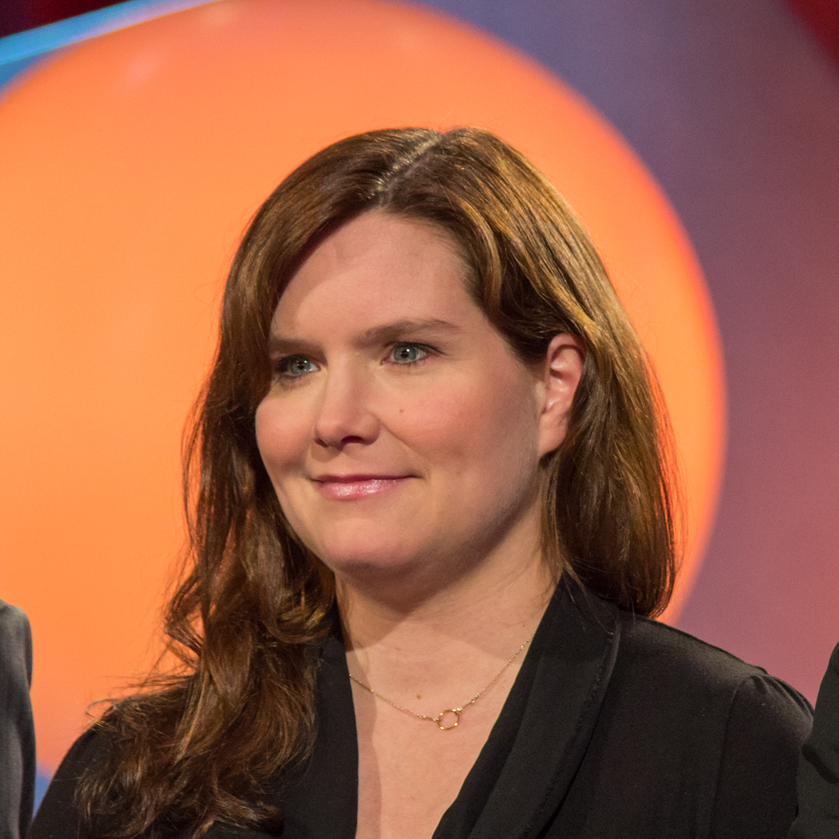
Eva Müller (* 1979)

- Müller, Eva Verena (* 1979), deutsche Schauspielerin
- Müller, Evelyne (* 1962), Schweizer Radrennfahrerin

### Muller, Ew
- Müller, Ewald (1862–1932), deutscher Lehrer, Heimatdichter und Heimatforscher